# 米爾海姆 (密蘇里州)
米爾海姆（英語：Millheim）是位於美國密蘇里州佩里縣的非建制地區。

## 歷史
米爾海姆的郵局於1889年設立，其後於1938年停運。

## 地理
米爾海姆所處的海拔為高於海平面181米（即594英呎），而該地所採用的時區為UTC-6，即北美中部時區（CST）。同時該地設有夏令時間，為UTC-6調快一小時，即UTC-5（CDT）。